# Hounds of Love (álbum)
Hounds Of Love Es el quinto álbum de la cantante y compositora británica Kate Bush, producido por ella misma, y lanzado el 16 de septiembre de 1985 por EMI. El álbum fue un éxito comercial y marcó el regreso de Bush al ojo público luego del pobremente recibido y controversial álbum de 1982 The Dreaming.
El álbum contiene el sencillo Running Up That Hill (A Deal with God), su canción más exitosa; y los temas Cloudbusting, Hounds of Love y The Big Sky, que también fueron exitosos sencillos. El lado B del álbum es una suite conceptual llamada The Ninth Wave, y narra la historia de una mujer que se encuentra a la deriva en un mar durante la noche.
El álbum es considerado como el mejor trabajo de la artista británica y también el más exitoso y premiado, y el más aclamado por la crítica, así como una importante referencia musical para artistas como Björk, Coldplay, Adele y Ellie Goulding, entre otros.

## Producción
Bush comenzó a grabar demos para Hounds Of Love en enero de 1984. En lugar de regrabar la música, Bush se encargó de tomar los demos y mejorarlos durante las sesiones de grabación. Cinco meses después, Bush regrabó y mezcló el álbum en un proceso que duró alrededor de un año. El proceso de grabación incluyó instrumentos tales como el Fairlight CMI, piano, instrumentos tradicionales irlandeses y coros. 
El álbum está producido en dos partes; el lado uno, Hounds Of Love, con canciones más comerciales, y el segundo lado, The Ninth Wave, con canciones más conceptuales y progresivas. El álbum fue considerado como Post-progresivo, puesto que su contenido lírico enfocado en el amor y pasión femenina contrasta con el punto de vista masculino asociado con el Rock progresivo.

## Lista de canciones
Todas las canciones fueron escritas por Kate Bush.

| Lado A: Hounds Of Love |                             |          |  |
| N.º                    | Título                      | Duración |  |
| 1.                     | «Running Up That Hill»      | 5:03     |  |
| 2.                     | «Hounds Of Love»            | 3:02     |  |
| 3.                     | «The Big Sky»               | 4:41     |  |
| 4.                     | «Mother Stands for Comfort» | 3:07     |  |
| 5.                     | «Cloudbusting»              | 5:10     |  |
| 21:03                  |                             |          |  |

| Lado B: The Ninth Wave |                           |          |  |
| N.º                    | Título                    | Duración |  |
| 1.                     | «And Dream Of Sheep»      | 2:45     |  |
| 2.                     | «Under Ice»               | 2:21     |  |
| 3.                     | «Waking The Witch»        | 4:18     |  |
| 4.                     | «Watching You Without Me» | 4:06     |  |
| 5.                     | «Jig of Life»             | 4:04     |  |
| 6.                     | «Hello Earth»             | 6:13     |  |
| 7.                     | «The Morning Fog»         | 2:34     |  |
| 26:21                  |                           |          |  |